# Hell on Wheels (televisieserie)
Hell on Wheels is een Amerikaanse televisieserie, tussen 2011 en 2016 in vijf seizoenen uitgezonden door AMC en geproduceerd door Joe en Tony Gayton. De serie werd ontwikkeld door Endemol USA en geproduceerd door Entertainment One en Nomadic Pictures.
De serie draait om het leven in de meereizende nederzettingen ("Hell on Wheels" genoemd door de inwoners) rond de constructie van de Transcontinental Railroad. De hoofdrol wordt gespeeld door Anson Mount, in de rol van Cullen Bohannon.

## Verhaal
Om wraak te nemen op de Uniesoldaten die zijn vrouw en zoon vermoordden volgt Cullen Bohannon, een voormalige slaveneigenaar en soldaat van de Confederatie, hun pad naar de nederzettingen voor een van de grootste bouwprojecten uit de geschiedenis van Amerika: de aanleg van de eerste Transcontinental Railroad.

## Rolverdeling
| Acteur                | Personage         |
| --------------------- | ----------------- |
| Anson Mount           | Cullen Bohannon   |
| Colm Meaney           | Thomas C. Durant  |
| Common                | Elam Ferguson     |
| Dominique McElligott  | Lily Bell         |
| Tom Noonan            | Reverend Cole     |
| Phil Burke            | Mickey McGinnes   |
| Robin McLeavy         | Eva               |
| Christopher Heyerdahl | The Swede         |
| Dohn Norwood          | Psalms            |
| Kasha Kropinski       | Ruth              |
| Ben Esler             | Sean McGinnes     |
| Eddie Spears          | Joseph Black Moon |